# 堤郷村
堤郷村（ていごうむら）は、埼玉県北葛飾郡に存在した村。現在の杉戸町南部に位置する。

## 地理
- 川：大落古利根川、倉松川

## 歴史

### 村名の由来
旧村名の堤根、本郷からの合成地名。

### 沿革
- 1889年（明治22年）4月1日 - 町村制施行により、堤根村、本郷村が合併して発足。
- 1955年（昭和30年）2月11日 - 杉戸町・田宮村・高野村と合併し、改めて杉戸町が発足。同日堤郷村廃止。